# Desmia quadrimaculata
Desmia quadrimaculata là một loài bướm đêm trong họ Crambidae.